# Pouštní dlažba

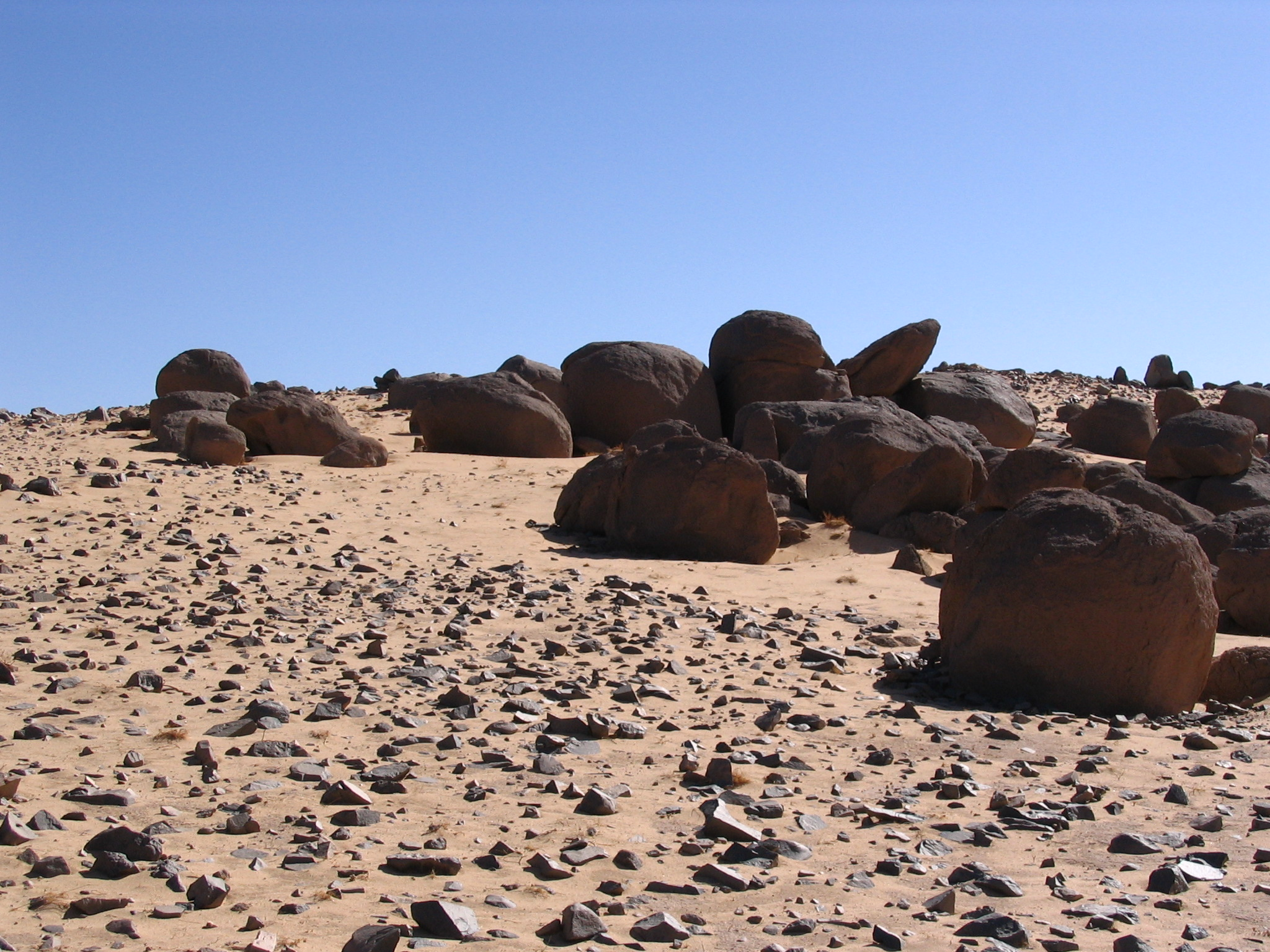
Počáteční fáze vzniku pouštní dlažby, kdy je písčitý materiál odnášen pryč a větší kameny zůstávají na původní pozici

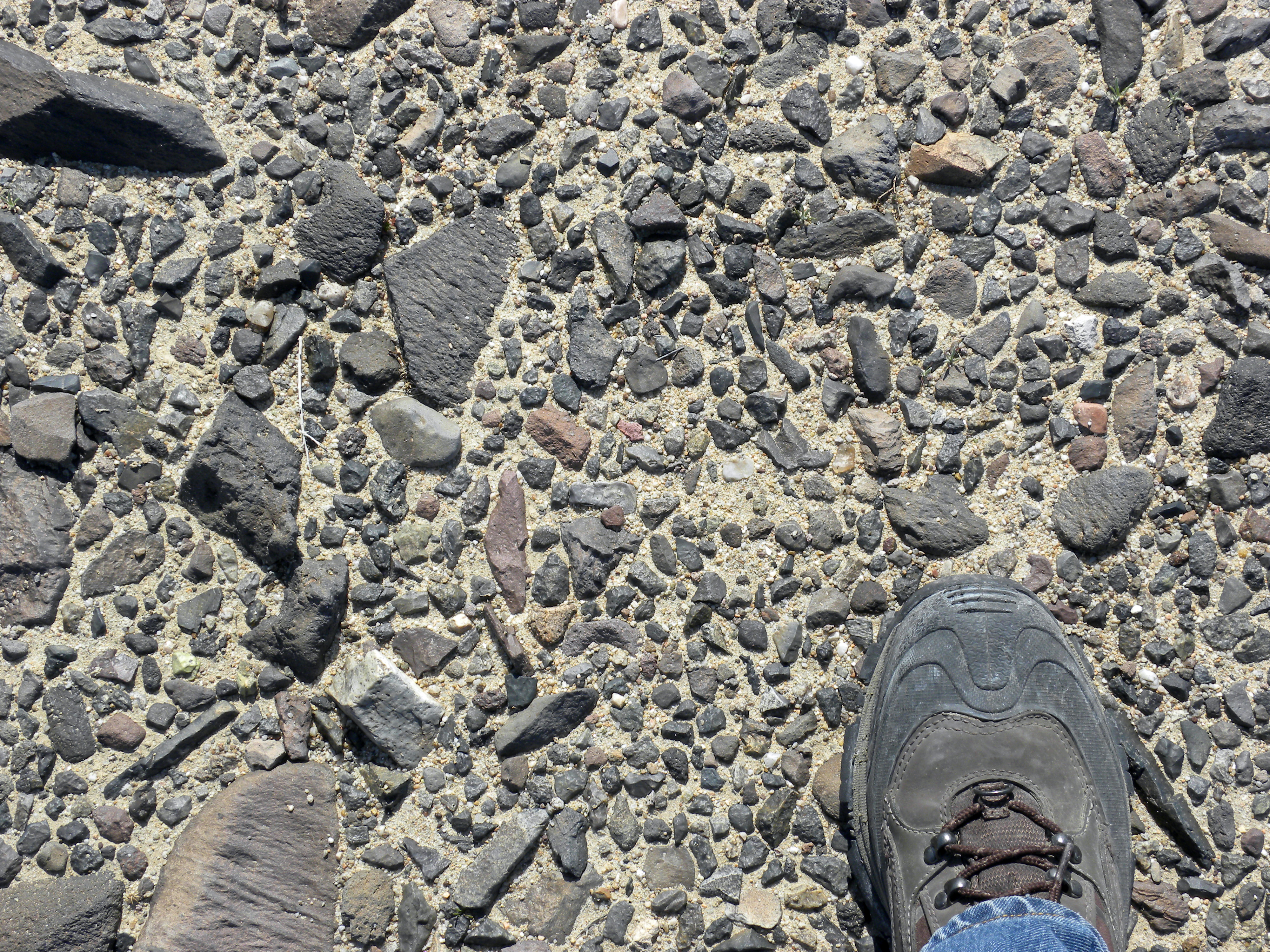
Pouštní dlažba v Mohavské poušti

Pouštní dlažba (někdy také pouštní mozaika) je zvláštní druh pouštního povrchu, který vzniká eolitickou činností (odborně zvaná deflace), kdy jsou malé části transportovány pryč a těžší setrvávají na svém místě. Dochází tak k vytřídění podkladového materiálu, čímž vzniká hrubozrnný povrch tvořený většími kameny, které připomínají dlažbu. Jedná se o pasivní proces, během kterého jsou následně kameny poskládány téměř vedle sebe s minimálními mezerami.

## Vznik
V aridních oblastech není povrch pokryt vegetací, což má za následek snadné přenášení částic vlivem větru. Malé částečky písku a prachu jsou snadno nadzvednuty a trakcí, nebo saltací odnášeny. Postupným odnosem těchto částic dochází k tomu, že se začínají obnažovat větší tělesa, která není vítr svojí silou schopen odnést. Postupujícím odnosem se poměrné zastoupení těchto větších těles zvětšuje, až dochází k tomu, že je celá oblast pokryta kameny. Vrstva velkých kamenů je pro vítr dále neprostupná, což zabraňuje dalšímu odnosu.
Horní strana dlažby je vystavena pravidelnému obrušování zrnky písku, což má za následek její ohlazení a opracování.
Vzniká pevná vrstva, která připomíná lidmi vybudovanou dlažbu. Jedná se však o přírodní výtvor, který se vyskytuje ve většině deflačních oblastí (Sahara, Atacama apod.), přičemž se neomezuje pouze na Zemi, ale byla pozorována i na jiných planetách, kde vane vítr (např. na Marsu).